# The Big Comfy Couch
The Big Comfy Couch é uma série de televisão de comédia produzida no Canadá, e que estreou no dia 2 de março e 1993 pela YTV e Canal Famille (Vrak) e dia 10 de março e 2002 pela Treehouse TV.

## Elenco
- Alyson Court e Ramona Gilmour-Darling - Loonette
- Bob Stutt - Molly, Fuzzy e Snicklefritz (marionetista)
- Robert Mills - Wuzzy (marionetista)
- Fred Stinson - Andy Foley e Cabeceira Principal
- Jani Lauzon - Jim Foley
- Jackie Harris e Suzanne Merriam - Eileen Foley
- Grindl Kuchirka - Vovó Grão-de-bico
- Taborah Johnson - Tia Macassar
- Gary Farmer - Cambaleante
- Edward Knuckles - Tio Chester

## Transmissões internacionais
| País           | Canal                                                              | Data de estreia                              |
| -------------- | ------------------------------------------------------------------ | -------------------------------------------- |
| Estados Unidos | PBS e Galavisión                                                   | 9 de janeiro de 1995 – fevereiro de 2007     |
| Botswana       | Botswana Television                                                |                                              |
| França         | TF1                                                                |                                              |
| Israel         | Hop!                                                               | 2000 – 2006                                  |
| Turquia        | TRT 1 e Yumurcak TV                                                |                                              |
| América Latina | Nickelodeon América Latina, MGM Channel e Canal 5 (somente México) | 13 de agosto de 1993 – 25 de junho de 2008   |
| Espanha        | La 1                                                               | 19 de setembro de 1993 – 28 de julho de 2008 |
| Brasil         | Rede Globo                                                         |                                              |
| Portugal       | RTP1                                                               |                                              |